# Культура бедности
Культура бедности — понятие, принятое в социологии, которое распространяется на идею порочного круга бедности. Данное явление привлекло внимание науки и общества в начале 70-х годов, затем пережило мощный удар критики (Гуд и Эймс — 1996, Бургуа — 2001, Смол, Хардинг, Лармонт — 2010) и вернулось в обращение в начале XXI века. Оно предлагает объяснение, почему бедность существует, несмотря на все программы борьбы с ней.

## Ранние формулировки
Первые приверженцы данной теории утверждали, что бедняками становятся не только потому, что не хватает средств, но и из-за уже сформировавшейся ценностной системы и постоянного страха перед бедностью. Оскар Льюис, который занимался вопросами антропологии, писал, что «субкультура, а именно бедность, развивает механизмы, которые стремятся постоянно ее возрождать, особенно из-за того, как эти люди смотрят на мир, их жизненные установки, устремления и характер воспитания детей».
Последующие ученые (Янг — 2004, Ньюмэн — 1999, Эдин и Кефалас — 2005, Дохан — 2003, Хейз — 2003, Картер — 2005, Уоллер — 2002, Дюнер — 1992) утверждают, что у бедных людей система ценностей не отличается от общепринятой.

## Становление понятия
Понятие «субкультура бедности» (позднее было сокращено до «культуры бедности») впервые появилось в этнографических трудах Льюиса, а именно в труде «Пять семей: изучение мексиканского дела по вопросам культуры бедности», где Льюис отстаивал позицию, что бедные люди могут рассматриваться как субъект права, чьи жизни были видоизменены под воздействием бедности. Он утверждал, что бедняки как члены общества постоянно несут бремя бедности, что приводит к формированию автономной субкультуры. Это происходит, потому что дети вырастают в этой среде, и, соответственно, их система поведения и отношений постоянно воспроизводит чувство неспособности выйти из этого самого низкого класса общества.
Льюис установил 70 характеристик, которые указывали на присутствие культуры бедности, которая, по его мнению, не распространялась на все низшие классы общества.
Так, например, люди, принадлежащие к культуре бедности, имеют стойкое чувство маргинальности, беспомощности, зависимости и непринадлежности. Они, как чужестранцы в собственной стране, убежденные в том, что существующие институты не удовлетворяют их интересы и потребности. Вместе с чувством, что их интересы не представлены в государственных структурах, широко выражается чувство собственной неполноценности и личной бесполезности с точки зрения общественного блага. Это абсолютно верно относится к обитателям трущоб города Мехико, которые не составляют отдельную этническую или расовую группу и не подвергаются расовой расовой дискриминации. А в Соединенных Штатах Америки данная культура существует у афроамериканцев и дополняется проявлениями расовой дискриминации.
Представители культуры бедности очень часто не чувствуют своих корней. Это маргинальные люди, которые знают только свои собственные беды, видят только свои собственные условия проживания, свое окружение и принимают только свой жизненный путь. Обычно у них не хватает знаний, представлений и образа мысли, чтобы заметить сходства между своими проблемами и проблемами тех, кто живет в других уголках мира. Другими словами, они проявляют классовую несознательность, несмотря на тот факт, что они поистине чувствительны к классовым различиям. Когда у них проявляется классовое сознание, или они становятся членами профсоюзных организаций, или когда принимают взгляды интернационалистов, то, по мнению Льюиса, больше они не являются частью культуры бедности, хотя и остаются в материальном плане очень бедными людьми.
Хотя Льюис разрабатывал свою концепцию на основе знаний о бедности в развивающихся странах, понятие культуры бедности стало привлекательным для общественных деятелей и политических организаций в Соединенных Штатах Америки. Она нашла свое отражение в таких документах, как «Отчеты Мойнихена» (1965), а также более поверхностно была использована в программе «Война с бедностью».
Культура бедности появляется как ключевая концепция в обсуждении Майклом Харингтоном американской бедности в работе «Другая Америка» (1962). Для Харингтона культура бедности это структурное понятие, определенное социальными институтами исключительности, которое создает и постоянно возрождает цикл бедности в Америке.
В 70-х гг. XX века популяризатором этой теории в Великобритании был сэр Кит Джозеф, министр здравоохранения и социального обеспечения, который считал, что среди бедных в Великобритании имел место цикл депривации. По его мнению, родители многодетных семей, которым самим не удалось достичь успехов в жизни, не в состоянии привить своим детям ценности и поведение, ориентированные на успех. В результате их дети плохо учились в школе, что в свою очередь не позволяло им материально обеспечить себя и своих детей. И так повторялось из поколения в поколение.

## Критика
Критика доводов относительно культуры бедности в самом начале появления данной концепции настаивает на том, что объяснения бедности должны анализировать, каким образом структурные факторы взаимодействуют с характеристиками описывающими условия существования индивида (Гуд и Эймс — 1996, Бургуа — 2001, Смол, Хардинг, Ламонт — 2010).
По утверждению Смола, Хардинга и Ламонта (2010), «поскольку любое действие человека по определению несет в себе как потенциал ограничения, так и способность его свершения, в зависимости от того что под этим подразумевают сами люди, то данная динамика становится в центре понимания производства и повторного воспроизводства бедности и социального неравенства».
С 1960-х годов, критики культуры бедности, а именно утверждения, что невозможно вырваться из низших классов, пытаются показать что настоящие данные не соответствуют модели Льюиса (Гуд и Эймс — 1996).
Так в своем исследовании Д.Мэссей и Н. Дэнтон показали, что черные гетто возникали в 1900—1970 годах прежде всего из-за предубеждений и расизма, а вовсе не из-за какого-либо непреодолимого желания самих афроамериканцев жить изолировано от белого населения.
В 1974 году антрополог Карл Стэк издает критическую работу, называя её фатальной и отмечая, что верить в идею культуры бедности не столь нужно самим бедным, как все это работает в интересах богатых сословий. Она пишет, что «культура бедности, как Хилан Льюис подчеркивает, базируется на чистой политике. Эти идеи больше отвечают политическим группам и группам ученых, которые пытаются рационализировать причины, по которым некоторым американцам не удалось занять должного положения в американском обществе. Именно это Льюис подтверждает в идеи, что люди верят, хотят верить и им необходимо в это верить. Они хотят верить, что увеличение дохода бедных классов не изменит их образ жизни или систему ценностей, а только приведет к бесполезной трате денег».
Таким образом, Стэк демонстрирует, что политический интерес в удержании зарплат на очень низком уровне создает климат, при котором именно с точки зрения политики бывает очень удобно придерживаться идеи культуры бедности (Стэк 1974). В социологии и антропологии понятие вызывает негативную реакцию, что подталкивает ученых взглянуть на структуры, а «не обвинять во всем жертву» (Бургуа, 2001).
С конца 90х культура бедности свидетельствовала о возрождении социальных наук, однако большинство ученых в настоящее время отвергают понятие постоянной и не меняющейся культуры бедности.
Более современные исследования в основном не соглашаются с идеей, что бедность людей может быть объяснена их ценностями. Также все чаще нет смысла делить понятия на «структурное» и «культурное», так как их разделение сейчас не кажется достаточно обоснованным (Смол, Хардинг, Ламонт — 2010).